# Bustul lui Ion Ionescu de la Brad (Roman, România)

Bustul lui Ion Ionescu de la Brad este amplasat în Parcul Municipal din Roman, situat vizavi de Gara Roman, pe strada Ștefan Cel Mare. 
Bustul este monument istoric, înscris pe lista monumentelor istorice din județul Neamț, cod LMI NT-III-m-B-10743.